# Калдеров меморијални трофеј
Калдеров меморијални трофеј (енгл. Calder Memorial Trophy) је награда Националне хокејашке лиге која се сваке године додељује најбољем новом играчу који игра своју прву сезону у лиги. Трофеј је назван по Френку Калдеру, првом председнику НХЛ-а. Награда се још назива и "НХЛ-ов новајлија године" и додељује се од сезоне 1936/37. По завршетку сваке сезоне победник се одређује гласањем међу члановима асоцијације професионалних хокејашких новинара. Сваки од гласача гласа за пет најбољих по 10-7-5-3-1 систему након чега се именују тројица финалиста. Победник се проглашава на НХЛ-овој церемонији након завршетка плеј офа.

## Историја
Трофеј је назван по Френку Калдеру, доживотном председнику НХЛ лиге који је био на њеном челу од 1917. до своје смрти 1943. године. Иако се награда за новајлију године додељује од сезоне 1932/33, Калдеров трофеј је представљен тек на затварању сезоне 1936/37. Након Френкове смрти 1943. године награда је преименована у Калдеров меморијални трофеј.

## Освајачи
| Сезона  | Играч                            | Клуб                             | Позиција                         | Године                           |
| ------- | -------------------------------- | -------------------------------- | -------------------------------- | -------------------------------- |
| 1932/33 | Карл Вос                         | Детроит ред вингси               | Центар                           | 25                               |
| 1933/34 | Рас Блинко                       | Монтреал марунси                 | Центар                           | 25                               |
| 1934/35 | Дејвид Свини Шринер              | Њујорк американси                | Лево крило                       | 22                               |
| 1935/36 | Мајк Каракас                     | Чикаго блекхокси                 | Голман                           | 23                               |
| 1936/37 | Сил Епс                          | Торонто мејпл лифси              | Центар                           | 21                               |
| 1937/38 | Кали Далстром                    | Чикаго блекхокси                 | Центар                           | 24                               |
| 1938/39 | Френк Бримсек                    | Бостон бруинси                   | Голман                           | 24                               |
| 1939/40 | Килби Макдоналд                  | Њујорк ренџерси                  | Лево крило                       | 25                               |
| 1940/41 | Џони Килти                       | Монтреал канадијанси             | Центар                           | 19                               |
| 1941/42 | Грент Ворвик                     | Њујорк ренџерси                  | Десно крило                      | 19                               |
| 1942/43 | Геји Стјуарт                     | Торонто мејпл лифси              | Десно крило                      | 19                               |
| 1943/44 | Гас Боднар                       | Торонто мејпл лифси              | Центар                           | 20                               |
| 1944/45 | Френк Мекол                      | Торонто мејпл лифси              | Голман                           | 25                               |
| 1945/46 | Едгар Лепрејд                    | Њујорк ренџерси                  | Центар                           | 25                               |
| 1946/47 | Хауард Микер                     | Торонто мејпл лифси              | Десно крило                      | 21                               |
| 1947/48 | Џим Макфеден                     | Детроит ред вингси               | Центар                           | 27                               |
| 1948/49 | Пенти Лунд                       | Њујорк ренџерси                  | Десно крило                      | 22                               |
| 1949/50 | Џек Галино                       | Бостон бруинси                   | Голман                           | 24                               |
| 1950/51 | Тери Савчук                      | Детроит ред вингси               | Голман                           | 20                               |
| 1951/52 | Берни Жофрио                     | Монтреал канадијанси             | Десно крило                      | 20                               |
| 1952/53 | Гамп Ворсли                      | Њујорк ренџерси                  | Голман                           | 23                               |
| 1953/54 | Камил Хенри                      | Њујорк ренџерси                  | Центар                           | 20                               |
| 1954/55 | Ед Лиценбергер                   | Чикаго блекхокси                 | Десно крило                      | 22                               |
| 1955/56 | Глен Хол                         | Детроит ред вингси               | Голман                           | 23                               |
| 1956/57 | Лери Реган                       | Бостон бруинси                   | Десно крило                      | 26                               |
| 1957/58 | Френк Маховлич                   | Торонто мејпл лифси              | Лево крило                       | 19                               |
| 1958/59 | Ралф Бекстром                    | Монтреал канадијанси             | Центар                           | 20                               |
| 1959/60 | Бил Хеј                          | Чикаго блекхокси                 | Центар                           | 23                               |
| 1960/61 | Дејв Кион                        | Торонто мејпл лифси              | Центар                           | 20                               |
| 1961/62 | Боби Русо                        | Монтреал канадијанси             | Десно крило                      | 21                               |
| 1962/63 | Кент Даглас                      | Торонто мејпл лифси              | Одбрамбени                       | 26                               |
| 1963/64 | Жак Лаперије                     | Монтреал канадијанси             | Одбрамбени                       | 21                               |
| 1964/65 | Роџер Кроциер                    | Детроит ред вингси               | Голман                           | 22                               |
| 1965/66 | Брит Селби                       | Торонто мејпл лифси              | Лево крило                       | 20                               |
| 1966/67 | Боби Ор                          | Бостон бруинси                   | Одбрамбени                       | 18                               |
| 1967/68 | Дерек Сандерсон                  | Бостон бруинси                   | Центар                           | 21                               |
| 1968/69 | Дени Грент                       | Минесота норт старси             | Десно крило                      | 23                               |
| 1969/70 | Тони Еспозито                    | Чикаго блекхокси                 | Голман                           | 26                               |
| 1970/71 | Жилберт Перолт                   | Буфало сејберси                  | Центар                           | 19                               |
| 1971/72 | Кен Драјден                      | Монтреал канадијанси             | Голман                           | 24                               |
| 1972/73 | Стив Викерс                      | Њујорк ренџерси                  | Лево крило                       | 21                               |
| 1973/74 | Денис Потвин                     | Њујорк ајландерси                | Одбрамбени                       | 19                               |
| 1974/75 | Ерик Вејл                        | Атланта флејмси                  | Лево крило                       | 20                               |
| 1975/76 | Брајан Тротијер                  | Њујорк ајлендерси                | Центар                           | 19                               |
| 1976/77 | Вили Плет                        | Атланта флејмси                  | Десно крило                      | 21                               |
| 1977/78 | Мајк Бози                        | Њујорк ајландерси                | Десно крило                      | 20                               |
| 1978/79 | Боби Смит                        | Минесота норт старси             | Центар                           | 20                               |
| 1979/80 | Реј Бурке                        | Бостон бруинси                   | Одбрамбени                       | 19                               |
| 1980/81 | Петер Штастни                    | Квебек нордикси                  | Центар                           | 24                               |
| 1981/82 | Дејл Хаверчук                    | Винипег џетси                    | Центар                           | 18                               |
| 1982/83 | Стив Лермер                      | Чикаго блекхокси                 | Десно крило                      | 21                               |
| 1983/84 | Том Барасо                       | Буфало сејберси                  | Голман                           | 18                               |
| 1984/85 | Марио Лемју                      | Питсбург пенгвинси               | Центар                           | 19                               |
| 1985/86 | Гери Сутер                       | Калгари флејмси                  | Одбрамбени                       | 21                               |
| 1986/87 | Лук Робител                      | Лос Анђелес кингси               | Лево крило                       | 20                               |
| 1987/88 | Џо Нувендајк                     | Калгари флејмси                  | Центар                           | 21                               |
| 1988/89 | Брајан Лич                       | Њујорк ренџерси                  | Одбрамбени                       | 20                               |
| 1989/90 | Сергеј Макаров                   | Калгари флејмси                  | Десно крило                      | 31                               |
| 1990/91 | Ед Белфор                        | Чикаго блекхокси                 | Голман                           | 25                               |
| 1991/92 | Павел Буре                       | Ванкувер канакси                 | Десно крило                      | 20                               |
| 1992/93 | Тему Селене                      | Винипег џетси                    | Десно крило                      | 22                               |
| 1993/94 | Мартин Бродоа                    | Њу Џерзи девилси                 | Голман                           | 21                               |
| 1994/95 | Петер Форсберг                   | Колорадо аваланчи                | Центар                           | 21                               |
| 1995/96 | Данијел Алфредсон                | Отава сенаторси                  | Десно крило                      | 22                               |
| 1996/97 | Брајан Берард                    | Њујорк ајландерси                | Одбрамбени                       | 19                               |
| 1997/98 | Сергеј Самсонов                  | Бостон бруинси                   | Лево крило                       | 19                               |
| 1998/99 | Крис Друри                       | Колорадо аваланчи                | Центар                           | 22                               |
| 1999/00 | Скат Гомез                       | Њу Џерзи девилси                 | Центар                           | 19                               |
| 2000/01 | Јевгениј Набоков                 | Сан Хозе шаркси                  | Голман                           | 25                               |
| 2001/02 | Дени Хитли                       | Атланта трешерси                 | Десно крило                      | 20                               |
| 2002/03 | Берет Џекмен                     | Сент Луис блуз                   | Одбрамбени                       | 21                               |
| 2003/04 | Ендру Рејкрофт                   | Бостон бруинси                   | Голман                           | 23                               |
| 2004/05 | Сезона је отказана због локаута. | Сезона је отказана због локаута. | Сезона је отказана због локаута. | Сезона је отказана због локаута. |
| 2005/06 | Александар Овечкин               | Вашингтон капиталси              | Лево крило                       | 20                               |
| 2006/07 | Јевгениј Малкин                  | Питсбург пенгвинси               | Центар                           | 20                               |
| 2007/08 | Патрик Кејн                      | Чикаго блекхокси                 | Десно крило                      | 19                               |
| 2008/09 | Стив Мејсон                      | Коламбус блу џакетси             | Голман                           | 21                               |
| 2009/10 | Тајлер Мајерс                    | Буфало сејберси                  | Одбрамбени                       | 20                               |
| 2010/11 | Џеф Скинер                       | Каролина харикенси               | Центар                           | 18                               |
| 2011/12 | Данијел Ландеског                | Колорадо аваланчи                | Лево крило                       | 19                               |
| 2012/13 | Џонатан Хубердо                  | Флорида пантерси                 | Лево крило                       | 19                               |
| 2013/14 | Нејтан Макинон                   | Колорадо аваланчи                | Центар                           | 18                               |
| 2014/15 | Арон Екблад                      | Флорида пантерси                 | Одбрамбени                       | 19                               |
| 2015/16 | Артемиј Панарин                  | Чикаго блекхокси                 | Лево крило                       | 24                               |

1. ↑  Рођен у Канади, сматра се првим Финцем који је заиграо у НХЛ-у.
2. ↑  Играо за репрезентације Канаде и Сједињених Држава.
3. ↑  Играо за репрезентације Словачке, Чехословачке и Канаде.